# Sturmia
Sturmia – rodzaj muchówek z rodziny rączycowatych (Tachinidae).

## Wybrane gatunki
- S. bella (Meigen, 1824)[1]
- S. convergens (Wiedemann, 1824)[2]
- S. oceanica Baranov, 1938[1]